# Dolerus
Dolerus är ett släkte av steklar som beskrevs av Louis Jurine 1807.
Dolerus ingår i familjen bladsteklar.
Släktet Dolerus indelas i:
- Dolerus aeneus
- Dolerus aericeps
- Dolerus anthracinus
- Dolerus anticus
- Dolerus asper
- Dolerus bimaculatus
- Dolerus blanki
- Dolerus brevicornis
- Dolerus coracinus
- Dolerus cothurnatus
- Dolerus elderi
- Dolerus eversmanni
- Dolerus ferrugatus
- Dolerus fumosus
- Dolerus genucinctus
- Dolerus germanicus
- Dolerus gessneri
- Dolerus gibbosus
- Dolerus gilvipes
- Dolerus gonager
- Dolerus haematodes
- Dolerus harwoodi
- Dolerus liogaster
- Dolerus madidus
- Dolerus niger
- Dolerus nigratus
- Dolerus nitens
- Dolerus pachycerus
- Dolerus picipes
- Dolerus pratensis
- Dolerus pratorum
- Dolerus puncticollis
- Dolerus sanguinicollis
- Dolerus schmidti
- Dolerus stygius
- Dolerus subarcticus
- Dolerus triplicatus
- Dolerus uliginosus
- Dolerus varispinus
- Dolerus vestigialis
- Dolerus yukonensis
- Dolerus zhelochovtsevi

## Bildgalleri

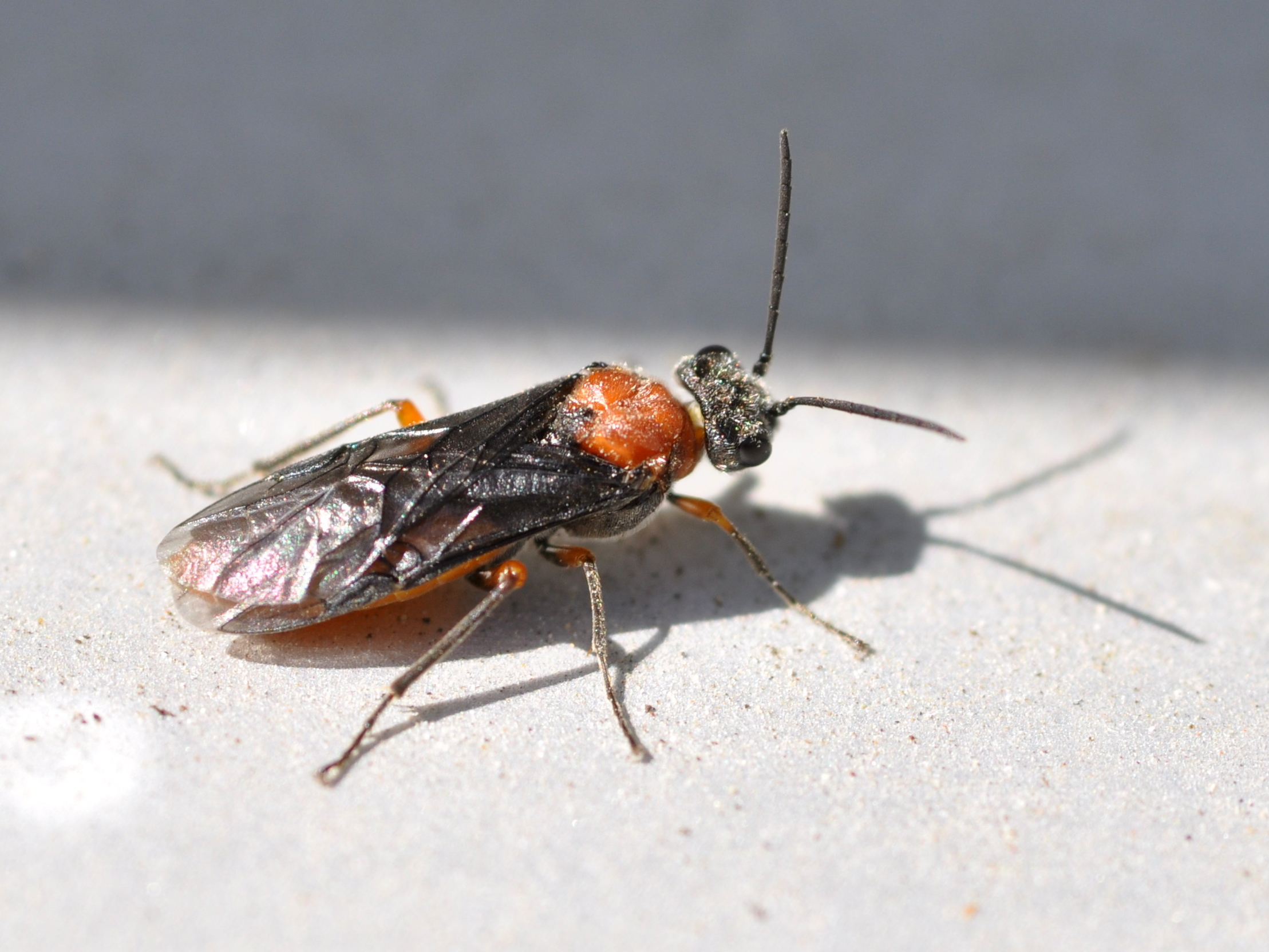
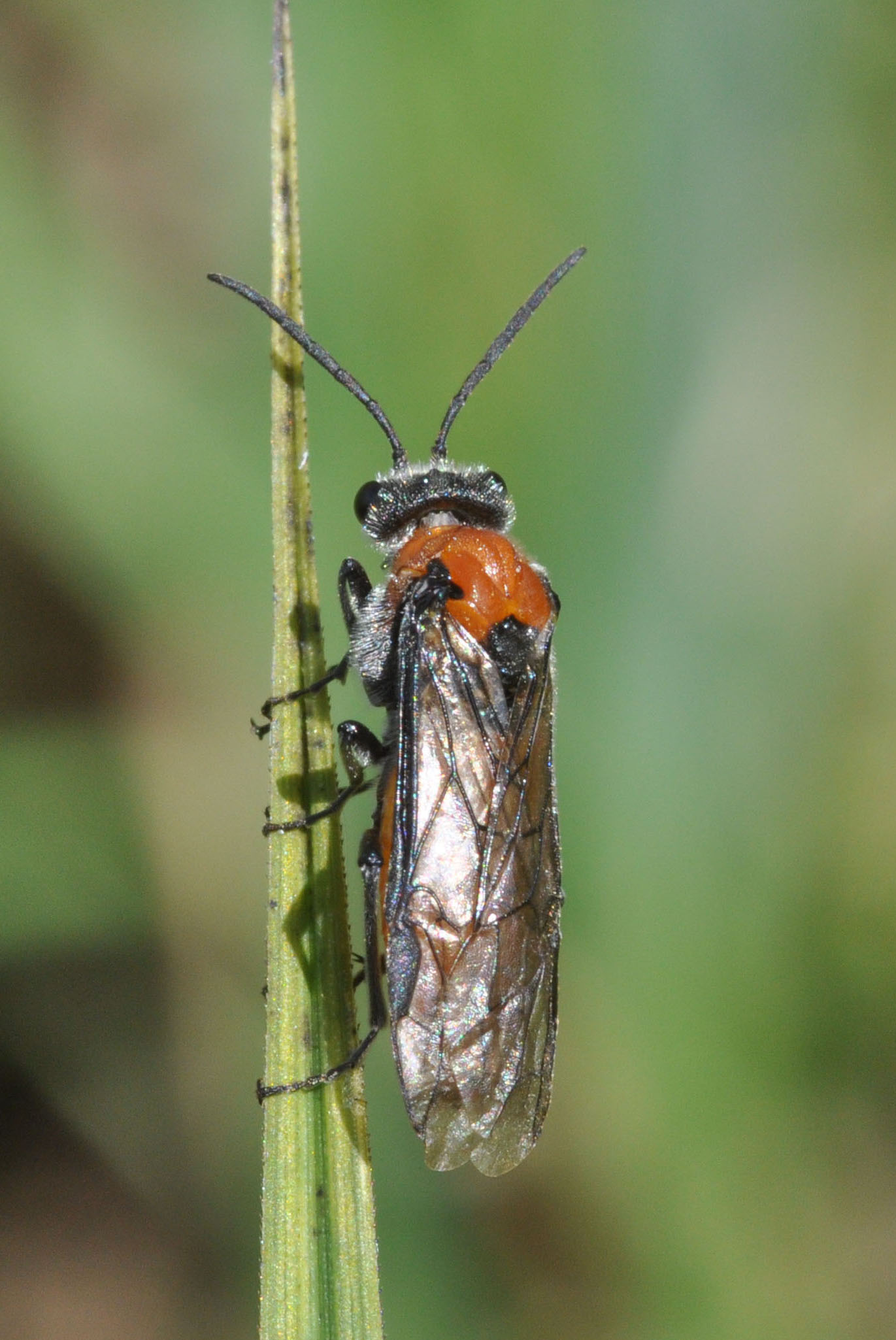
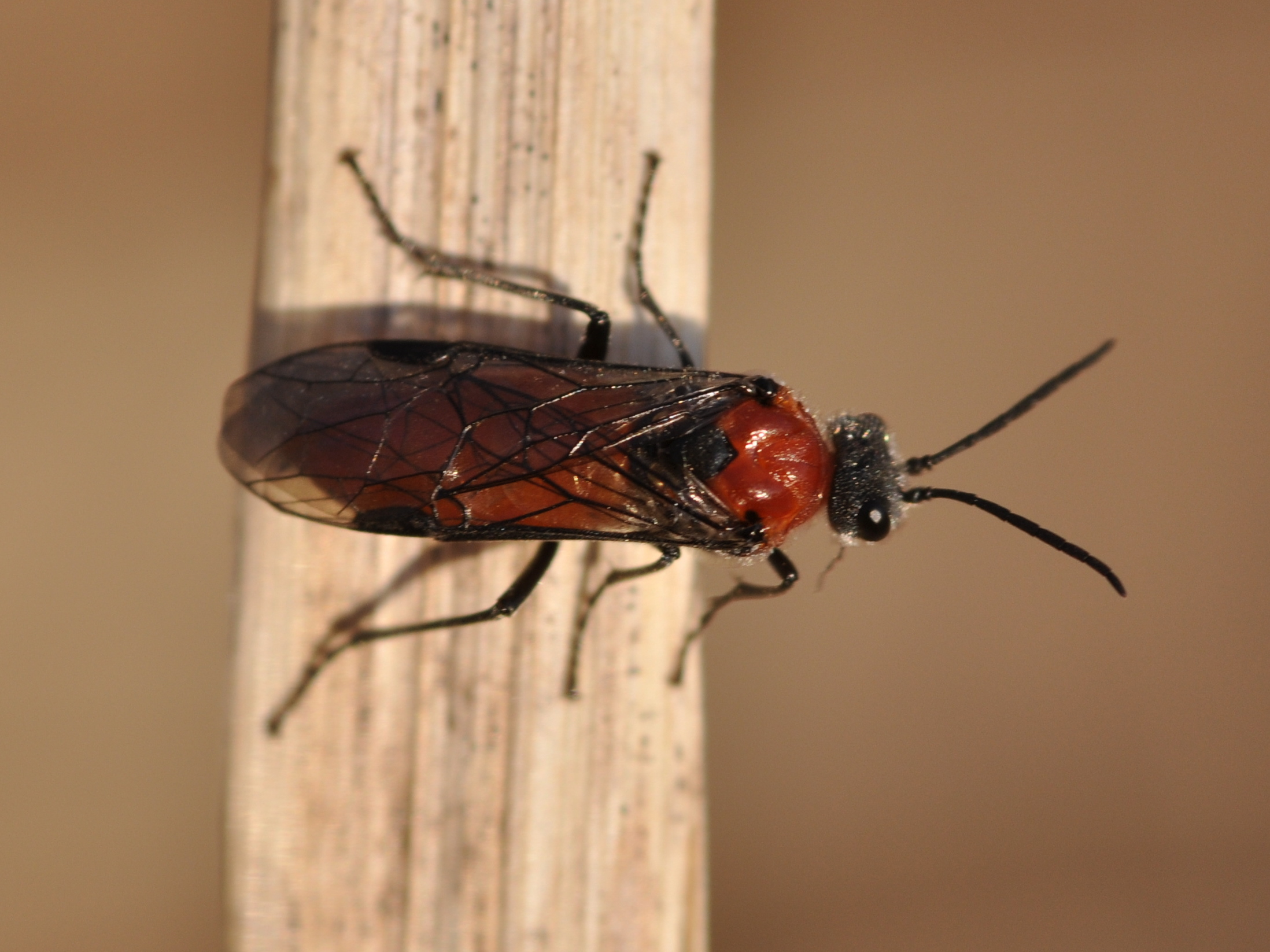
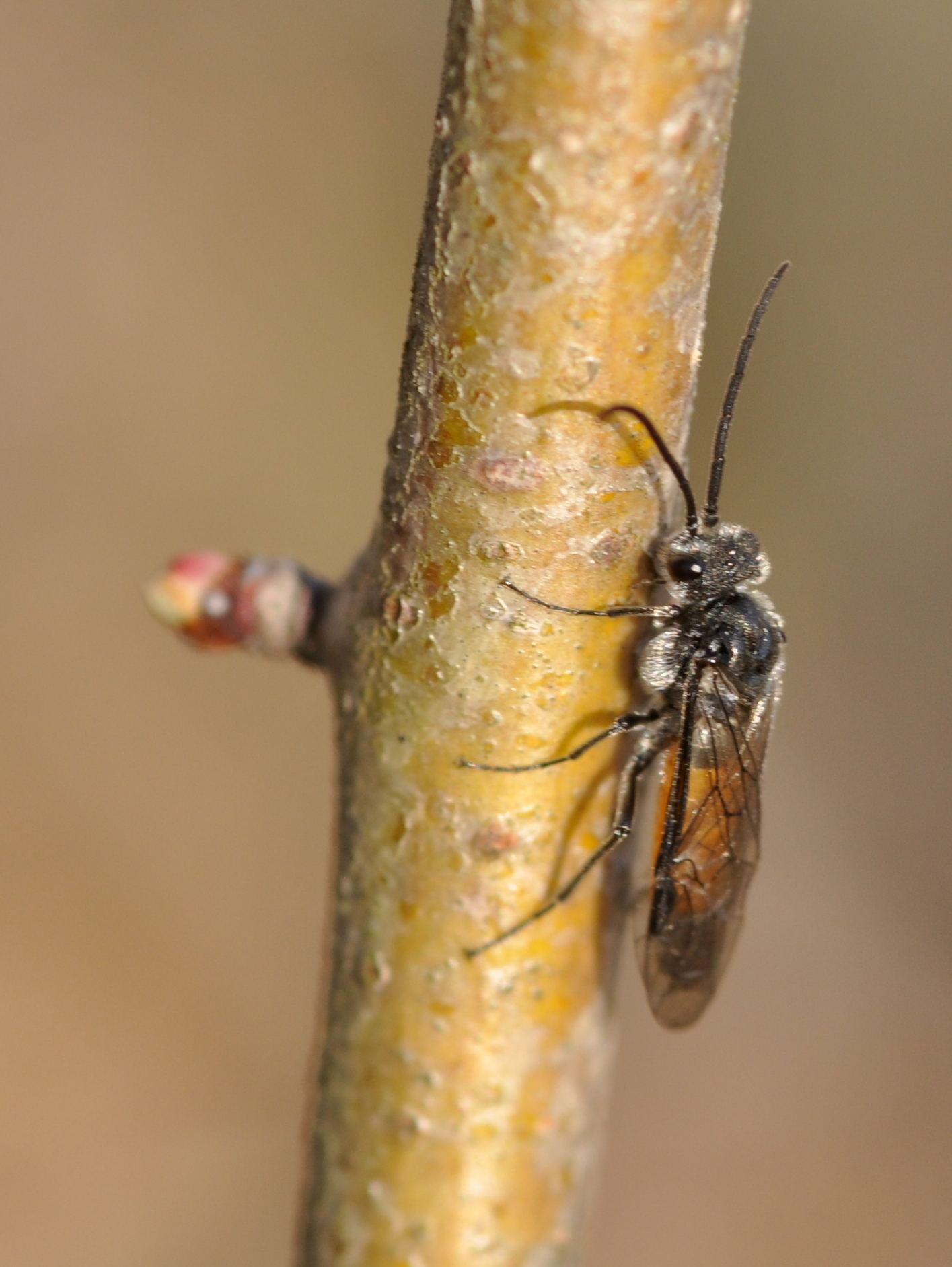
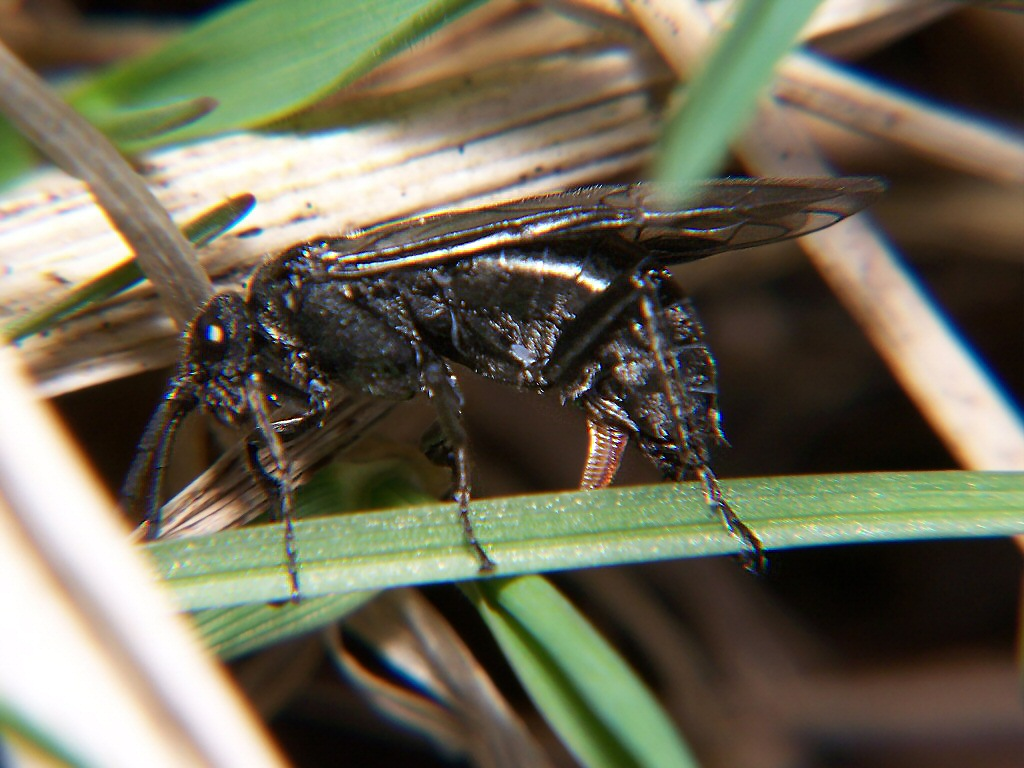
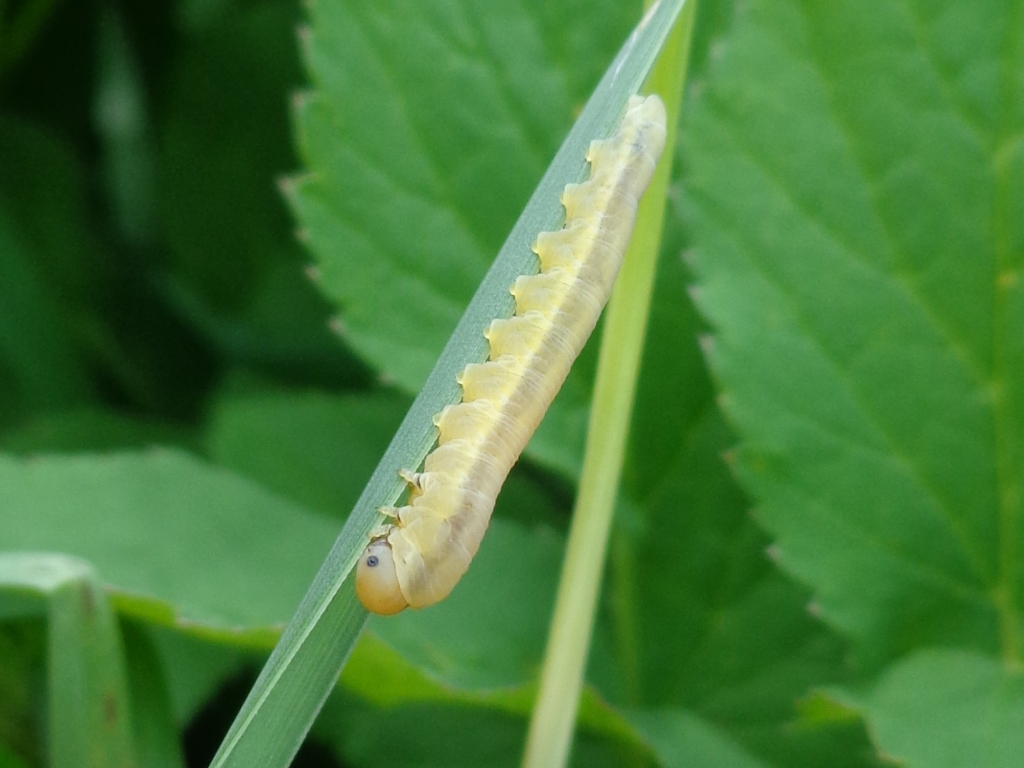